# Popiół wulkaniczny

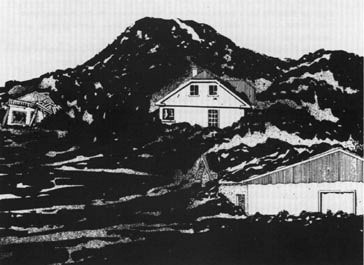
Domy w miasteczku Vestmannaeyjar zasypane popiołem wulkanicznym w 1973 r.

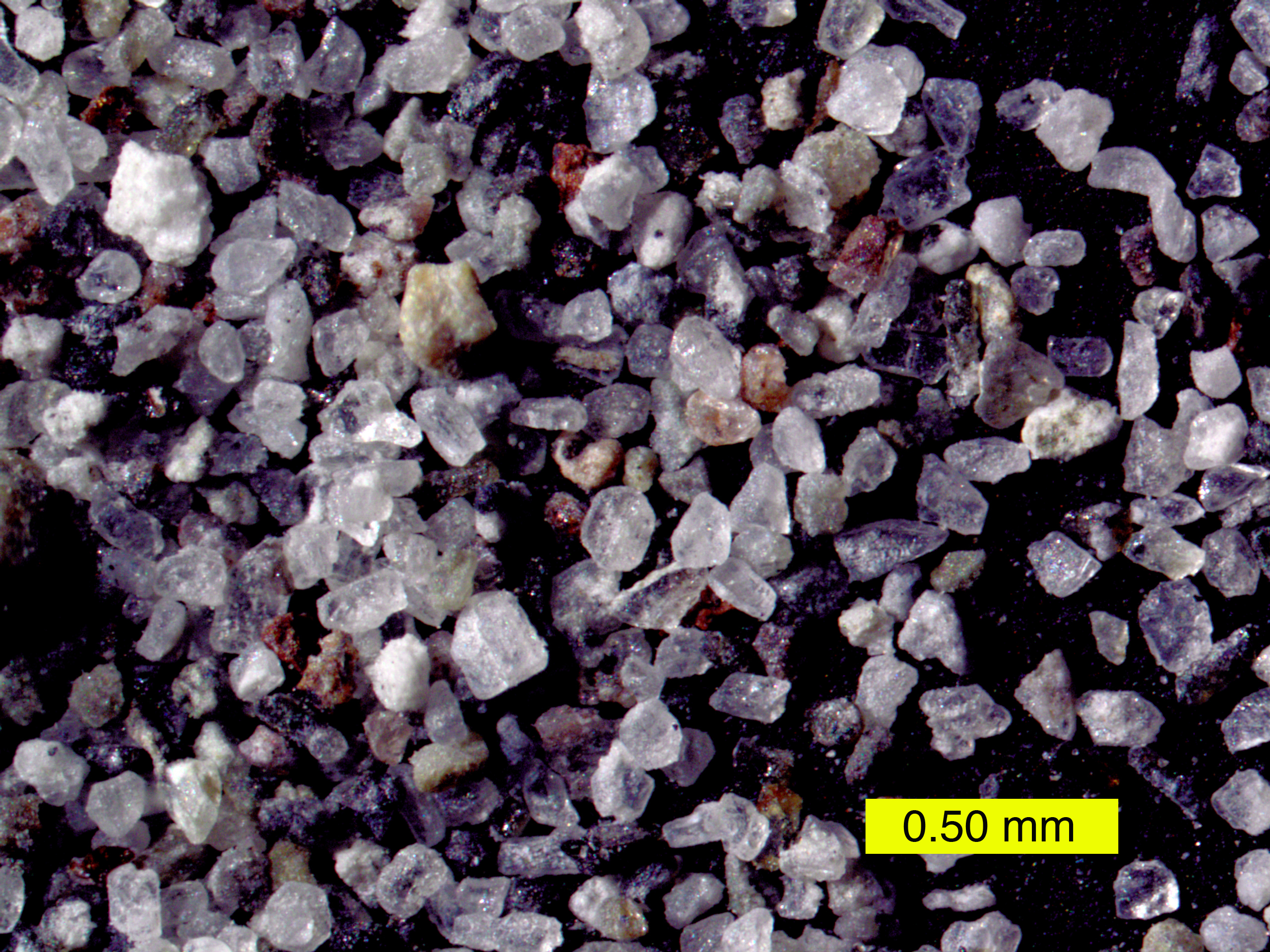
Popiół wulkaniczny, Mount St. Helens, Washington.

Popiół wulkaniczny – stały produkt erupcji wulkanu, utworzony z rozpylonej w powietrzu lawy i skał wyrwanych z podłoża. Najdrobniejszy materiał piroklastyczny o średnicach ziarna nie przekraczających 2 mm. Jego grubsze frakcje, o średnicach ziaren od 0,05 mm do 2 mm, nazywa się piaskiem wulkanicznym, natomiast najdrobniejsze, o ziarnie mniejszym niż 0,05 mm – pyłem wulkanicznym.
Popiół wulkaniczny wyrzucany jest do atmosfery na bardzo dużą wysokość, do kilkudziesięciu kilometrów i przemieszcza się na duże odległości, nawet do kilku tysięcy kilometrów. W tym czasie może stanowić zagrożenie dla samolotów. Opadając na powierzchnię terenu tworzy pokrywę która może zasypać obiekty wielkości domów.

## Erupcja wulkanu Eldfell
W 1973 r. wulkan Eldfell na islandzkiej wyspie Heimaey ożył po trwającym 5000 lat uśpieniu, pokrywając całe miasteczko Vestmannaeyjar popiołem wulkanicznym, sięgającym do dachów domostw mierzących 4 m.

## Erupcja wulkanu Wezuwiusz
Popiół wulkaniczny z wulkanu Wezuwiusz (Włochy) w 79 roku n.e. pokrył Pompeje. Popioły z wulkanu udusiły tych, którzy nie zdążyli się w porę ewakuować, konserwując na ponad tysiąc lat ciała i domy mieszkańców miasta.